# Campira
Samuel Luis Chapanga, hay đơn giản Campira (sinh ngày 9 tháng 4 năm 1982 ở Maputo) là một hậu vệ bóng đá người Mozambique thi đấu cho Maxaquene.

## Sự nghiệp
Campira trở thành một trong những cầu thủ ra sân chính ở hậu vệ phải của Đội tuyển bóng đá quốc gia Mozambique trong nhiều năm, có tổng cộng 13 lần ra sân tính đến tháng 12 năm 2009. Ở cấp độ câu lạc bộ anh thi đấu hầu hết sự nghiệp cho Clube de Desportos do Maxaquene với vài khoảng thời gian ngắn ở Grupo Desportivo da Companhia Têxtil do Punguè (2003–2004) và Clube de Desportos da Costa do Sol (2006). Anh cũng có vài kinh nghiệm không thành công ở nước ngoài khi khong thể thích nghi với FC Lokomotiv Moscow của Nga (2004–2005) và NK Dinamo Zagreb của Croatia (2005–2006).